# Otto Kohlermann
Otto Kohlermann (* 17. Februar 1896 in Magdeburg; † 27. Februar 1984 in Bad Dürrheim) war ein deutscher Offizier, zuletzt Generalleutnant im Zweiten Weltkrieg. 

## Leben
Kohlermann trat 1914 im Alter von 18 Jahren als Fahnenjunker in das 66. Feld-Artillerieregiment ein. Im Ersten Weltkrieg diente er als Zug- und Batterieführer. Zu Beginn des Zweiten Weltkrieges war er Oberstleutnant und wurde Anfang Oktober 1939 zum Kommandanten des experimentellen Bataillons der Artillerieschule ernannt. 
Von 1. Dezember 1940 bis zum 8. Januar 1942 war er Kommandant des 4. Artillerieregiments, er wurde im Zuge der Gegenangriffe bei der Barwenkowo-Losowajaer Operation zum Artilleriekommandeur 10 ernannt. 
Von Juli bis November 1942 kommandierte er als Generalmajor die 60. Infanterie-Division (mot.), welche im Kessel von Stalingrad unterging. Mitte Februar 1943 übernahm er die neu formierte Division, welche am 20. Juni 1943 zur Panzergrenadier-Division „Feldherrnhalle“ umformiert wurde. Am 1. Juli 1943 wurde er zum Generalleutnant befördert. Er kam im April 1944 kurzfristig in die Führerreserve und trat am 6. Mai sein letztes Kommando als Höherer Kommandeur der Küstenartillerie der Heeresgruppe Südwest an.  
Von Mai 1945 bis Juli 1947 befand er sich in Kriegsgefangenschaft und trat am 27. Februar 1984 in Bad Dürrheim in den Ruhestand, wo er im Alter von 88 Jahren starb und auf dem Stadtfriedhof beigesetzt wurde.

## Auszeichnungen
- Eisernes Kreuz (1914) II. Klasse
- Eisernes Kreuz (1939) I. Klasse
- Spange zum Eisernen Kreuz II. Klasse
- Verwundetenabzeichen (1939) in Schwarz
- Ritterkreuz des Eisernen Kreuzes am 22. Februar 1942[1][2]